# Protrusione solida

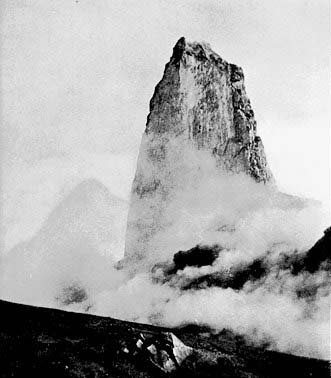
La spina del monte Pelée, 1902

La protrusione solida o spina e in termini morfologici, guglia vulcanica è un duomo di lava costituito da lave solide o semisolide estruse in un camino vulcanico. Quando si formano, durante un'eruzione vulcanica, possono ostacolare completamente la fuoriuscita dei gas e dar luogo ad eruzioni esplosive. Ad esempio, in tempi storici, durante l'eruzione del 1902 del monte La Pelée la spinta dei gas dell'eruzione innalzò una spina, del diametro di base di 100 m, fino a 300 m di altezza, con una velocità massima di 13 metri al giorno. Attualmente la struttura è stata quasi completamente erosa.